# Monobelus niger
Monobelus niger är en insektsart som beskrevs av Metcalf och Bruner. Monobelus niger ingår i släktet Monobelus och familjen hornstritar. Inga underarter finns listade i Catalogue of Life.